# Une vente
Une vente est une nouvelle de Guy de Maupassant, parue en 1884.

## Historique
Une vente est initialement publiée dans la revue Gil Blas du 22 février 1884, sous le pseudonyme Maufrigneuse, puis dans le recueil Le Rosier de Mme Husson (1888).

## Résumé
Devant la cour d’assise de Seine-Inférieure comparaît Césaire-Isidore Brument, éleveur de porc et Prosper-Napoléon Cornu, tenancier d’un bar. Ils sont inculpés de tentatives d’assassinat sur la femme du premier.
Le président interroge la femme Brument, elle écossait des haricots et vit d’un œil méfiant rentrer son homme avec le Cornu. Son mari, ivre, lui ordonne d’aller remplir un baril d’eau, puis ils l’empoignent et la jettent dans le tonneau. Croyant qu'ils voulaient la tuer, elle court chez le curé, puis chez le garde-champêtre puis chez les gendarmes qui arrêtent les deux hommes.
C’est au tour de Cornu de parler, « J’étais bu. Brument est venu me voir dans mon bar, on a bu, il avait besoin d’argent, il voulait me vendre sa femme au mètre cube, deux mille francs, lui Cornu considère que la femme fait trois cents litres et vu qu’elle n’est pas neuve, il demande un rabais. Quand elle est sortie du baril, il n’a fallu remettre que quatre seaux et considère qu’il s’est fait avoir ».
Ils sont acquittés par le tribunal.

## Éditions
- Une vente dans Maupassant, contes et nouvelles, texte établi et annoté par Louis Forestier, Bibliothèque de la Pléiade, éditions Gallimard, 1974  (ISBN 978-2-07-010805-3).